# Кочемасов В'ячеслав Іванович
В'ячеслав Іванович Кочемасов (18 вересня 1918, село Гагіно Сергацького повіту Нижньогородської губернії, тепер Нижньогородської області, Російська Федерація — 25 серпня 1998, місто Москва) — радянський діяч, секретар ЦК ВЛКСМ, заступник голови Ради міністрів Російської РФСР, надзвичайний і повноважний посол СРСР в Німецькій Демократичній Республіці. Член Бюро ЦК ВЛКСМ у 1949—1956 роках. Кандидат у члени ЦК КПРС у 1966—1983 роках. Член ЦК КПРС у 1983—1990 роках. Депутат Верховної Ради Російської РФСР.

## Життєпис
Народився в селянській родині. У тринадцятирічному віці переїхав з батьками до міста Нижнього Новгорода (Горького). У 1936 році вступив до комсомолу.
У 1941 році закінчив п'ять курсів Горьковського інституту інженерів водного транспорту (без захисту дипломної роботи). У 1941—1942 роках — секретар комітету ВЛКСМ Горьковського інституту інженерів водного транспорту.
Член ВКП(б) з 1942 року.
У січні 1942 — квітні 1943 року — 1-й секретар Свердловського районного комітету ВЛКСМ міста Горького. У квітні 1943 — червні 1946 року — 2-й секретар Горьковського обласного комітету ВЛКСМ. У червні 1946 — січні 1948 року — 1-й секретар Горьковського обласного комітету ВЛКСМ.
У 1948—1949 роках — заступник голови, у 1949—1954 роках — голова Антифашистського комітету радянської молоді.
Одночасно 11 квітня 1949 — 6 квітня 1956 року — секретар ЦК ВЛКСМ.
У 1955—1958 роках — радник посольства СРСР у Німецькій Демократичній Республіці. У 1958—1960 роках — радник-посланник посольства СРСР у Німецькій Демократичній Республіці.
У 1960—1961 роках — заступник завідувача відділу Міністерства закордонних справ СРСР.
У 1961—1962 роках — заступник, у 1962 році — 1-й заступник голови Державного комітету Ради міністрів СРСР з культурних зв'язків із зарубіжними країнами.
16 липня 1962 — 13 червня 1983 року — заступник голови Ради міністрів Російської РФСР. Одночасно у 1966—1983 роках — голова президії Центральної ради Всеросійського товариства охорони пам'яток історії та культури.
12 червня 1983 — 1 червня 1990 року — надзвичайний і повноважний посол СРСР в Німецькій Демократичній Республіці.
З червня 1990 року — персональний пенсіонер союзного значення в Москві. 
Помер 25 серпня 1998 року. Похований на Троєкуровському цвинтарі Москви.

## Нагороди і звання
- два ордени Леніна (2.12.1966, 15.09.1978)
- два ордени Трудового Червоного Прапора (28.10.1948, 17.09.1968)
- медаль «За доблесну працю. В ознаменування 100-річчя з дня народження Володимира Ілліча Леніна» (1970)
- медаль «Ветеран праці»
- медалі
- Надзвичайний і Повноважний Посол